# 佐藤翔 (ローイング選手)
佐藤 翔（さとう かける、1994年7月29日 - ）は、日本のボート選手（ローイング選手）。日本大学所属。日本ローイング協会継続強化選手。

## 人物
岩手県北上市出身。岩手県立黒沢尻工業高等学校卒業後、日本大学経済学部経済学科に入学。

## 成績
2011年
- 第24回全国マシンローイング大会 16～18歳 2000m　21位[4]
- 第26回東北高等学校選抜ボート大会　M4×＋　優勝[5]

2012年
- 第39回東北総合体育大会ボート競技会 兼 平成24年度国民体育大会東北ブロック大会　M4×＋　優勝
- 第68回国民体育大会ボート競技　男子4×＋　6位入賞

2013年
- 第40回全日本大学選手権　M8+　優勝[2][6]
- 第91回全日本選手権大会　M8+　2位[7]

2014年
- 第36回全日本軽量級選手権大会 M4- 優勝[8]
- U23世界選手権　BLM4-　5位[2][9]
- 第41回全日本大学選手権　M8+　優勝[2][10]
- 第92回全日本選手権大会　M8+　2位[11]
- 第55回全日本新人選手権大会　M2x　優勝[12]